# Lista över Finlands sjöar enligt kommun
Detta är en lista över sjöar i Finland, ordnade enligt kommun.

## Ackas
- Jalanti, 61°10′N 23°45′Ö / 61.167°N 23.750°Ö (6,43 km²)

## Esbo
- Bodom träsk, 60°15′24″N 24°40′00″Ö / 60.2567°N 24.6667°Ö (4,22 km²)
- Hannusträsket, 60°09′03″N 24°40′57″Ö / 60.15083°N 24.68250°Ö
- Klappträsk

## Etseri
- Ähtärinjärvi, 62°40′N 24°03′Ö / 62.667°N 24.050°Ö

## Evijärvi
- Evijärvi, 63°25′00″N 23°29′00″Ö / 63.4167°N 23.4833°Ö (27,097 km²)

## Grankulla
- Gallträsk, 60°13′06″N 24°43′48″Ö / 60.2183°N 24.73°Ö (11,7 ha)
- Klappträsk

## Heinola
- Konnivesi, 61°10′00″N 26°09′00″Ö / 61.1667°N 26.15°Ö (50,06 km²)
- Ruotsalainen, 61°14′N 25°55′Ö / 61.233°N 25.917°Ö (81 km²)

## Humppila
- Venäjänlammi, 60°58′N 23°18′Ö / 60.967°N 23.300°Ö (1,894 ha)

## Ilomants
- Nuorajärvi, 62°40.9′N 31°08.1′Ö / 62.6817°N 31.1350°Ö (40,24 km2)

## Ingå
- Bruksträsket, 60°02′00″N 23°48′00″Ö / 60.0333°N 23.8°Ö

## Itis
- Konnivesi, 61°10′00″N 26°09′00″Ö / 61.1667°N 26.15°Ö (50,06 km²)

## Jakobstad
- Larsmosjön, 63°46′50″N 22°51′52″Ö / 63.78056°N 22.86444°Ö

## Juankoski
- Vuotjärvi, 63°08′00″N 28°22′00″Ö / 63.1333°N 28.3667°Ö (56,50 km²)
- Muuruvesi, ingår i Iso-Kalla, 63°00′00″N 28°13′00″Ö / 63°N 28.2167°Ö

## Jämsä
- Koljonselkä, 61°39′N 24°34′Ö / 61.650°N 24.567°Ö (40,47 km²)

## Kaavi
- Rikkavesi, 62°49′00″N 28°45′00″Ö / 62.8167°N 28.75°Ö (63,4 km²)

## Kangasala
- Längelmävesi, 61°34′N 24°25′Ö / 61.567°N 24.417°Ö (133,04 km²)
- Roine, ingår i Iso-Längelmävesi, 61°24′N 024°03′Ö / 61.400°N 24.050°Ö (54,59 km²)

## Karleby
- Larsmosjön, 63°46′50″N 22°51′52″Ö / 63.78056°N 22.86444°Ö

## Kimitoön
- Björkboda träsk, 60°4′40″N 22°34′0″Ö / 60.07778°N 22.56667°Ö
- Dragsfjärden, 60°3′45″N 22°28′18″Ö / 60.06250°N 22.47167°Ö (3,52 km²)

## Kjulo
- Ilmiinjärvi, 61°12′N 22°16′Ö / 61.200°N 22.267°Ö (34 ha)
- Kjulo träsk, 61°08′00″N 22°19′00″Ö / 61.1333°N 22.3167°Ö (12,4 km²)

## Korsnäs
- Hinjärv, 62°41′49″N 21°19′38″Ö / 62.6969°N 21.3272°Ö (7,9 km²)

## Kouvola
- Repovesi, 61°12′00″N 26°48′30″Ö / 61.20000°N 26.80833°Ö
- Vuohijärvi, 61°11′N 26°43′Ö / 61.183°N 26.717°Ö

## Kronoby
- Larsmosjön, 63°46′50″N 22°51′52″Ö / 63.78056°N 22.86444°Ö

## Kuhmo
- Lammasjärvi, 64°05′N 29°43′Ö / 64.083°N 29.717°Ö (46,816 km²)

## Kumo
- Ilmiinjärvi, 61°12′N 22°16′Ö / 61.200°N 22.267°Ö (34 ha)
- Sääksjärvi, nedslagskrater, 61°25′00″N 22°22′00″Ö / 61.4167°N 22.3667°Ö (33,18 km²)

## Kuopio
- Vuotjärvi, 63°08′00″N 28°22′00″Ö / 63.1333°N 28.3667°Ö (56,50 km²)

## Kuusamo
- Kuusamojärvi, 65°54′N 29°22′Ö / 65.900°N 29.367°Ö (47,36 km²)

## Kyrkslätt
- Finnträsk, 60°08′00″N 24°34′00″Ö / 60.1333°N 24.5667°Ö (81 ha)
- Meiko, 60°08.9′N 24°21.2′Ö / 60.1483°N 24.3533°Ö
- Vitträsk

## Lappträsk
- Pyhäjärvi, 60°43′00″N 26°00′00″Ö / 60.7167°N 26°Ö (12,98 km²)

## Larsmo
- Larsmosjön, 63°46′50″N 22°51′52″Ö / 63.78056°N 22.86444°Ö

## Laukas
- Lievestuoreenjärvi, 62°19′N 26°09′Ö / 62.317°N 26.150°Ö (40,52 km2)

## Lestijärvi
- Lestijärvi, 63°31′30″N 24°46′30″Ö / 63.52500°N 24.77500°Ö

## Letala
- Totojärvi, 60°51′N 21°37′Ö / 60.850°N 21.617°Ö (75 ha)

## Libelits
- Kuorinka, 62°36.7′N 29°24.3′Ö / 62.6117°N 29.4050°Ö (12,92 km2)

## Lojo
- Hiidenvesi, 60°23′00″N 24°11′00″Ö / 60.3833°N 24.1833°Ö (29 km²)

## Lovisa
- Håpjärv, 60°33′11″N 26°05′46″Ö / 60.553°N 26.096°Ö

## Masko
- Mannerjärvi, 60°35.9′N 21°57.0′Ö / 60.5983°N 21.9500°Ö (18 ha)

## Mänttä-Filpula
- Ruovesi, ingår i Iso-Tarjanne, 61°59′00″N 24°07′00″Ö / 61.9833°N 24.1167°Ö (66,08 km²)
- Tarjannevesi, 62°07′N 24°05′Ö / 62.117°N 24.083°Ö (54,87 km²)

## Mäntyharju
- Vuohijärvi, 61°11′N 26°43′Ö / 61.183°N 26.717°Ö

## Nokia
- Kulovesi, 61°27′N 23°12′Ö / 61.450°N 23.200°Ö (36,42 km²)

## Nousis
- Savojärvi, 60°44′39.4″N 22°24′11.3″Ö / 60.744278°N 22.403139°Ö (1,24 km²)

## Nystad
- Merilammi, 60°53′00″N 21°30′00″Ö / 60.8833°N 21.5°Ö (9,955 ha)

## Orimattila
- Pyhäjärvi, 60°43′00″N 26°00′00″Ö / 60.7167°N 26°Ö (12,98 km²)

## Orivesi
- Längelmävesi, 61°34′N 24°25′Ö / 61.567°N 24.417°Ö (133,04 km²)
- Koljonselkä, 61°39′N 24°34′Ö / 61.650°N 24.567°Ö (40,47 km²)

## Outokumpu
- Rikkavesi, 62°49′00″N 28°45′00″Ö / 62.8167°N 28.75°Ö (63,4 km²)

## Pedersöre
- Larsmosjön, 63°46′50″N 22°51′52″Ö / 63.78056°N 22.86444°Ö

## Pihtipudas
- Alvajärvi, 63°23′N 25°28′Ö / 63.383°N 25.467°Ö (45,63 km2)
- Kolima, 63°17′N 25°47′Ö / 63.283°N 25.783°Ö (101,1 km²)

## Pyhäranta
- Merilammi, 60°53′00″N 21°30′00″Ö / 60.8833°N 21.5°Ö (9,955 ha)

## Påmark
- Isojärvi, 61°44′00″N 21°48′00″Ö / 61.7333°N 21.8°Ö (38,82 km²)

## Pälkäne
- Kukkia, 61°20′00″N 24°42′00″Ö / 61.3333°N 24.7°Ö (43,39 km²)
- Kuohijärvi, 61°14′00″N 24°53′00″Ö / 61.23333°N 24.88333°Ö (35 km²)
- Mallasvesi, ingår i Iso-Längelmävesi, 61°18′N 24°09′Ö / 61.300°N 24.150°Ö (55,71 km²)
- Roine, ingår i Iso-Längelmävesi, 61°24′N 024°03′Ö / 61.400°N 24.050°Ö (54,59 km²)

## Pöytis
- Savojärvi, 60°44′39.4″N 22°24′11.3″Ö / 60.744278°N 22.403139°Ö (1,24 km²)

## Raseborg
- Bruksträsket, 60°02′00″N 23°48′00″Ö / 60.0333°N 23.8°Ö
- Degersjön, 60°08′00″N 23°36′00″Ö / 60.1333°N 23.6°Ö
- Kullasjön, 60°6′50.4″N 23°23′6″Ö / 60.114000°N 23.38500°Ö
- Läppträsket, 60°03′00″N 23°39′40″Ö / 60.050°N 23.661°Ö
- Svedjaträsket, 60°02′33″N 23°35′58″Ö / 60.0426°N 23.5995°Ö
- Åsensjö, 60°9′1″N 23°28′10″Ö / 60.15028°N 23.46944°Ö

## Rautalampi
- Niinivesi, 62°47′N 26°46′Ö / 62.783°N 26.767°Ö (75,66 km²)

## Rautavaara
- Ylä-Keyritty, 63°35′N 28°34′Ö / 63.583°N 28.567°Ö (3,66 km²)

## Ruovesi
- Ruovesi, ingår i Iso-Tarjanne, 61°59′00″N 24°07′00″Ö / 61.9833°N 24.1167°Ö (66,08 km²)
- Tarjannevesi, 62°07′N 24°05′Ö / 62.117°N 24.083°Ö (54,87 km²)

## Sastamala
- Kuorsumaanjärvi, 61°31′N 22°36′Ö / 61.517°N 22.600°Ö (1,79663 km²)
- Kulovesi, 61°27′N 23°12′Ö / 61.450°N 23.200°Ö (36,42 km²)

## Savitaipale
- Kuolimo, 61°16′N 27°32′Ö / 61.267°N 27.533°Ö

## Siikais
- Isojärvi, 61°44′00″N 21°48′00″Ö / 61.7333°N 21.8°Ö (38,82 km²)

## Somero
- Åvikinjärvi, 60°39′12″N 23°20′18″Ö / 60.6533°N 23.3383°Ö (7,9 ha)

## S:t Michel
- Kuolimo, 61°16′N 27°32′Ö / 61.267°N 27.533°Ö
- Kyyvesi

## Storå
- Spitaalijärvi, 62°08′00″N 22°10′00″Ö / 62.1333°N 22.1667°Ö (6,52 ha)

## Sund
- Östra och Västra Kyrksundet, 60°15′00″N 20°08′00″Ö / 60.25°N 20.1333°Ö (2,553 km²)

## Suomussalmi
- Vuokkijärvi, 64°47′00″N 29°18′00″Ö / 64.7833°N 29.3°Ö (51,24 km²)

## Tavastehus
- Kukkia, 61°20′00″N 24°42′00″Ö / 61.3333°N 24.7°Ö (43,39 km²)
- Kuohijärvi, 61°14′00″N 24°53′00″Ö / 61.23333°N 24.88333°Ö (35 km²)
- Iso-Roine, ingår i Iso-Längelmävesi eller Iso Roinevesi, 61°13′N 24°34′Ö / 61.217°N 24.567°Ö

## Tervo
- Niinivesi, 62°47′N 26°46′Ö / 62.783°N 26.767°Ö (75,66 km²)

## Träskända
- Tusby träsk, 60°27′N 25°03′Ö / 60.45°N 25.05°Ö (6,0 km²)

## Tusby
- Tusby träsk, 60°27′N 25°03′Ö / 60.45°N 25.05°Ö (6,0 km²)

## Tuusniemi
- Rikkavesi, 62°49′00″N 28°45′00″Ö / 62.8167°N 28.75°Ö (63,4 km²)

## Urdiala
- Kuulammi, 61°4′N 23°22′Ö / 61.067°N 23.367°Ö (8,4 ha)

## Utajärvi
- Ahmasjärvi, 64°39′00″N 26°25′00″Ö / 64.65°N 26.4167°Ö (4,2 km²)

## Valkeakoski
- Mallasvesi, ingår i Iso-Längelmävesi, 61°18′N 24°09′Ö / 61.300°N 24.150°Ö (55,71 km²)

## Valtimo
- Ylä-Keyritty, 63°35′N 28°34′Ö / 63.583°N 28.567°Ö (3,66 km²)

## Vanda
- Hanaböle träsk, 60°18′45″N 25°06′54″Ö / 60.3125°N 25.1150°Ö
- Sillböle bassäng, 60°16′40″N 24°53′40″Ö / 60.2778°N 24.8944°Ö

## Vesanto
- Niinivesi, 62°47′N 26°46′Ö / 62.783°N 26.767°Ö (75,66 km²)

## Vichtis
- Hiidenvesi, 60°23′00″N 24°11′00″Ö / 60.3833°N 24.1833°Ö (29 km²)

## Viitasaari
- Kolima, 63°17′N 25°47′Ö / 63.283°N 25.783°Ö (101,1 km²)

## Virdois
- Tarjannevesi, 62°07′N 24°05′Ö / 62.117°N 24.083°Ö (54,87 km²)

## Virmo
- Savojärvi, 60°44′39.4″N 22°24′11.3″Ö / 60.744278°N 22.403139°Ö (1,24 km²)

## Kajanaland
- Lentua, 64°14′N 029°36′Ö / 64.233°N 29.600°Ö

## Kymmenedalen
- Pyhäjärvi, 61°0.8′N 26°29.5′Ö / 61.0133°N 26.4917°Ö

## Lappland
- Ala-Suolijärvi - Oivanjärvi
- Kelottijärvi, 68°31′22″N 21°59′16″Ö / 68.5227°N 21.9877°Ö (7,74 km², ca 2,2 km² på finska sidan)
- Kertusjärvi, 69°05′00″N 28°50′00″Ö / 69.0833°N 28.8333°Ö (1,18 km², 0,10 km² på finska sidan)
- Kilpisjärvi, 69°01′38″N 20°46′21″Ö / 69.0273°N 20.7724°Ö (23,4 km²)
- Miekojärvi, 66°36′N 24°22′Ö / 66.600°N 24.367°Ö
- Muddusjärvi, 68°58′48″N 26°46′54″Ö / 68.98°N 26.7817°Ö (50,4 km²)
- Pulmankijärvi, 69°59′00″N 27°59′00″Ö / 69.9833°N 27.9833°Ö
- Somasjärvi, 69°17′00″N 21°32′00″Ö / 69.2833°N 21.5333°Ö (2,68 km², 1,75 km² på finska sidan)
- Stuorát Golmmesjávri, 69°50′00″N 28°21′00″Ö / 69.8333°N 28.35°Ö (6,24 km²)

## Mellersta Finland
- Jääsjärvi, 61°36.886′N 26°9.067′Ö / 61.614767°N 26.151117°Ö
- Suontee, 61°39.21′N 026°29.66′Ö / 61.65350°N 26.49433°Ö
- Leppävesi, 62°19′45″N 25°52′20″Ö / 62.32917°N 25.87222°Ö
- Keitele, 63°10′45″N 26°21′00″Ö / 63.17917°N 26.35000°Ö
- Konnevesi, 62°36′N 26°33′Ö / 62.6°N 26.55°Ö (189,18 km²)
- Keurusselkä, 62°10′18″N 24°40′26″Ö / 62.17167°N 24.67389°Ö
- Pyhäjärvi, 62°43.7′N 25°27.3′Ö / 62.7283°N 25.4550°Ö
- Saraavesi62°25.5′N 25°58.5′Ö / 62.4250°N 25.9750°Ö
- Kynsivesi - Leivonvesi, 62°25′N 26°15′Ö / 62.417°N 26.250°Ö
- Jyväsjärvi, 62°14′00″N 25°46′00″Ö / 62.2333°N 25.7667°Ö (3,34 km²)
- Tuomiojärvi (Jyväskylä), 62°15.5′N 025°43.1′Ö / 62.2583°N 25.7183°Ö
- Palokkajärvi, 62°16.576′N 25°44.136′Ö / 62.276267°N 25.735600°Ö
- Karikkoselkä, nedslagskrater, 62°13′00″N 25°15′00″Ö / 62.2167°N 25.25°Ö (2,54 km²)

## Norra Karelen
- Rikkavesi, 62°49′00″N 28°45′00″Ö / 62.8167°N 28.75°Ö (63,4 km²)
- Virmajärvi, 62°54′31″N 31°35′11″Ö / 62.90861°N 31.58639°Ö

## Norra Savolax
- Syväri, 63°17′N 28°06′Ö / 63.283°N 28.100°Ö
- Unnukka, 62°24′30″N 27°55′00″Ö / 62.40833°N 27.91667°Ö
- Suontienselkä-Paasvesi, 62°31.5′N 27°16.0′Ö / 62.5250°N 27.2667°Ö
- Sorsavesi, 62°30′00″N 27°33′00″Ö / 62.50000°N 27.55000°Ö

## Norra Österbotten
- Muojärvi, 65°56′N 29°43′Ö / 65.933°N 29.717°Ö
  - Kirpistö

## Nyland
- Gumböleträsken, 60°16′24″N 25°09′59″Ö / 60.2733°N 25.1663°Ö
- Långträsk, 60°15′07″N 24°45′02″Ö / 60.2520°N 24.7505°Ö

## Päijänne-Tavastland
- Jääsjärvi, 61°36.886′N 26°9.067′Ö / 61.614767°N 26.151117°Ö

## Södra Karelen
- Kivijärvi

## Södra Savolax
- Vuohijärvi, 61°11′N 26°43′Ö / 61.183°N 26.717°Ö
- Kermajärvi, ett betydande naturskyddsområde och centralsjön i Heinävesileden, 62°27′N 028°42′Ö / 62.450°N 28.700°Ö
- Suontienselkä - Paasvesi, 62°31.5′N 27°16.0′Ö / 62.5250°N 27.2667°Ö
- Sorsavesi, 62°30′00″N 27°33′00″Ö / 62.50000°N 27.55000°Ö
- Ryökäsvesi - Liekune, 61°37′N 26°50′Ö / 61.617°N 26.833°Ö
- Iso-Naakkima, nedslagskrater, 62°11′00″N 27°10′00″Ö / 62.1833°N 27.1667°Ö (11,17 km²)

## Åland
- Vandöfjärden, 60°18′07″N 19°55′29″Ö / 60.3019°N 19.9247°Ö
- Långsjön, 60°13.′3.66″N 19°56′21.3″Ö / 60.2176833°N 19.939250°Ö
- Markusbölefjärden, 60°14′12″N 19°55′44″Ö / 60.2366°N 19.9289°Ö

## Österbotten
- Kivi- och Levalampi
- Härkmerifjärden, 62°11′N 21°26′Ö / 62.183°N 21.433°Ö
- Emetträsket, 63°37′30″N 23°24′48″Ö / 63.625°N 23.4133°Ö
- Karperöfjärden, 63°9′20″N 21°42′30″Ö / 63.15556°N 21.70833°Ö